# Sangijn Dalaj nuur
Sangijn Dalaj nuur (mong. Сангийн далай нуур) – słone jezioro bezodpływowe w północnej Mongolii, w ajmaku dzawchańskimim.
Jezioro o powierzchni 165 km², głębokości do 30 m, długości do 32 km i szerokości do 12 km. Leży na wysokości 1888 m n.p.m.
W rejonie jeziora koczują Chotogojcy (Chotogojtowie).